# آلته امشر
آلته امشر (به آلمانی: Alte Emscher) یک رود در آلمان است که در نوردراین-وستفالن واقع شده‌است.